# Freiburger Fußball-Club 1897
Il Freiburger FC è una squadra di calcio tedesca con sede a Friburgo in Brisgovia. Fondata nel 1897 (7 anni prima dei concittadini dello Sport-Club Freiburg), fu una delle società calcistiche fondatrici della Deutscher Fußball-Bund nel 1900.
Nel 1907 vinse il campionato tedesco di calcio, battendo in finale il Berliner Fußball-Club Viktoria 1889.

## Palmarès

### Competizioni nazionali
- Campionato tedesco: 1

1906-1907

### Altri piazzamenti
- Coppa di Germania:

Semifinalista: 1935
- Torneo Internazionale Stampa Sportiva:

Semifinalista: 1908